# 雨の中の慾情
『雨の中の慾情』（あめのなかのよくじょう）は、つげ義春が1981年（昭和56年）12月に『夜行11』（北冬書房）に発表した短編漫画作品。A5判19頁。
2024年に映画版が公開された。

## 概要
表紙絵の下に、この作品が6、7年前にぼんやり空想に耽っていたものをコマ割りにして書き止めおいたもので、発表するつもりもなくここに掲載することに何の意味もない、ただこういう空想をしただけだという説明書きがある。絵コンテのままでの発表で、つげ義春自身は「だから作品じゃないですよ」と権藤晋との対談で述べている。『夢の散歩』と同傾向の作品。
背景には、水木プロの仕事を辞めた後で、自分自身の漫画がだんだん売れなくなっていた状況がある。当時『漫画エロトピア』やそれに類する雑誌が多く刊行されだしたため、それらで生活できるのではないかと考え、生活のためにはエロ漫画でもなんでも描かねばいけないという考えに傾いていた。実際に発表はしなかったものの『入り江のざわめき』という題名のコマ割りを最後まで仕上げた作品を描いていた。詳細は以下の通りである。
『入り江のざわめき』（未発表作）
団地住まいの女が体格がずんぐりし指も短いもっとも毛嫌いするタイプの労働者風の男に強姦される。しかし、女は夫がいるため強姦されたことを隠していたが、ある日よく乗る電車の中で男に再会する。後を付けていくと自分の居住地にそう遠くない場所であった。男はボロアパートで近所で野菜やインスタントラーメンを買い、生活臭を漂わせ暮らしていた。女は自分を強姦した恨みをはらしたいが、刑事告訴をすれば夫にばれるため、ついには殺意を抱く。ある日復讐を遂げようとナイフ持参で男のアパートに行くが、男に愛想よく部屋に通され、生活感を感じさせる部屋で「奥さんどうぞどうぞ」という雰囲気で向かい合って無言で座っているうちに男が欲情し、女に絡みついてくるが女は拒否せず受け入れてしまった。性行為の最中にたまたま空いていた部屋の窓から女が青空を眺めているシーンで終わる。復讐は女の意識の部分であって、潜在意識では男を求めていたのかもしれないという心理設定になっている。
あらすじは単純そうだが、ディテールにはこだわっており、例えば強姦の際には抵抗すると身動きできないよう、こたつの4本脚に女の足を縛り、股はこたつの幅に開いて固定され、こたつが腹の上に被さる格好で強姦される。事が終わると男はそのまま出ていく。身動きできない女はが、どうやって夫が帰るまでにこたつに縛られた足を解くか、というディテールで非常に工夫が凝らされ、その間に、ドアを御用聞きの米屋がノックしたりするハラハラさせるシーンも挿入されている。
タイトルの『入り江のざわめき』は、同タイトルのギターの名曲からとっている。
『義男の青春』を描いたころには注文がなく真剣にエロ漫画を描くことを考えていたが、この作品はつげにとってはエロ漫画の練習みたいなもので、発想は『夢の散歩』と変わらない。しかし、当時はエロ漫画は世間では軽く扱われていたこともあり、自分から積極的には手を染めるべきではないと考えていた。権藤晋との対談で、権藤が「つげさんのはどんなに性を扱っても、一般のエロ漫画とは異質に見えますが、自分ではエロ漫画と思うわけですか」と聞かれ、「そうです、だからエロ漫画の方から頼みに来られたら、これは生活のためという言い訳ができるけど、『夜行』だとそうはいかない」と答えている。『夢の散歩』を『夜行』に描いているが、『夢の散歩』はエロ漫画ではないとしている。権藤は『雨の中の慾情』もエロ漫画ではないと反論するが、つげは『雨の中の慾情』は『夢の散歩』の二番煎じであり、『夢の散歩』にあった芸術意識はないという。『入り江のざわめき』はつげ的にはエロ漫画になるが、例えば『懐かしいひと』に比較し性的な場面を絵にした場合の違いについて、つげは『入り江のざわめき』には意識的な自分というものがどこにも入っていないという違いがあるとしている。
この作品発表後、『散歩の日々』（1984年6月）まで2年以上の長い休養期間に突入する。

## あらすじ

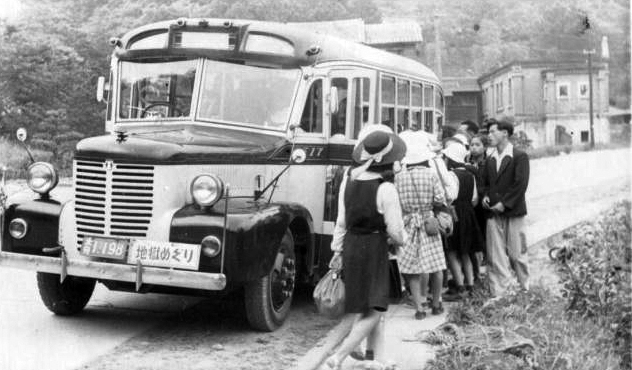
ラストシーンは虹のかかる茅葺屋根の民家が見える田舎道をボンネットバスが走ってゆく光景で終わる。

田圃の中の板張りの屋根付きのバス停留所でバスを待つ青年と主婦。突然の雷雨に見舞われ、近くに落雷がある。青年はブラジャーの金具は落雷の危険があると指摘し、2人とも下着姿になる。バス停も危険だと青年は主婦を田圃の窪地に誘導する。さらに、ナイロンは電気が生じるといって全裸にさせる。豪雨の中、欲情した青年は全裸の主婦の背後から襲い掛かるが、かわされぬかるみに正面から倒れこむ。勃起していたため、ぬかるみにペニスが突き刺さり、穴ができる。さらに主婦を背後から抱きすくめ、性交に及ぶ。主婦は快感に大きく嘆息を漏らす。雨が上がった後、近くを流れる小川で青年は主婦に泳ぎが得意であることを確認すると、2人は重なったままの姿勢で泳ぎだす。「もっとこいで～～～」と青年。「ああ、ダメ はずれそう」と主婦。
やがて雨が嘘のように止み陽が射す。停留所で青年はベルトを締め、主婦は化粧直しをする。停留所の背後の空には大きな入道雲と茅葺屋根。やがてボンネットバスがやってくる。何事もなかったようにバスに乗り込む2人。バスの行く手には5軒の茅葺民家が並び、その上空には虹の橋がかかっていた。

## 収録本
- 「定本・夢の散歩」（北冬書房）1983年11月菊版（328頁）定価2000円[1]

## 映画
日本と台湾の合作で2024年11月29日に公開された。監督は片山慎三、主演は成田凌。台湾中部の嘉義市で撮影が行われた。R15+指定。
10月30日、TOHOシネマズ日比谷において、第37回東京国際映画祭の「コンペティション部門」として先行上映。また、台湾には11月11日、第44回台北金馬映画祭にて先行上映。

### キャスト
- 義男：成田凌
- 福子：中村映里子[3]
- 伊守：森田剛[3]
- 須山：足立智充[3]
- 夢子：中西柚貴[3]
- 靴屋：松浦祐也[3]
- X：梁秩誠
- 李沐薫
- 兵士：伊島空[4]
- シェンメイ（春美）：李杏[3]
- 尾弥次：竹中直人[3]

### スタッフ
- 原作：つげ義春『雨の中の慾情』
- 監督・脚本：片山慎三
- 企画：中沢敏明[4]
- エグゼクティブプロデューサー：英田理志、中西一雄、林之晨、鶴丸智康[4]
- プロデューサー：厨子健介、筒井史子、劉士華[4]
- コ・プロデューサー：後藤哲、李芃君、川端基夫（山形ロケ）、和田大輔（茨城ロケ）[4]
- 脚本協力：大江崇允[4]
- 音楽：髙位妃楊子[4]
- 衣装デザイン・扮装統括：柘植伊佐夫[4]
- 撮影：池田直矢[4]
- 照明：舘野秀樹[4]
- 録音：秋元大輔[4]
- 美術：磯貝さやか[4]
- 装飾：折戸美由紀[4]
- 小道具：佐藤桃子[4]
- 編集：片岡葉寿紀[4]
- 音響効果：井上奈津子[4]
- VFXスーパーバイザー：朝倉怜[4]
- 衣装デザイン補・スタイリスト：玉置博人[4]
- スタイリスト：橋本ゆか[4]
- ヘアメイク：会川敦子[4]
- VFXプロデューサー：川瀬基之[4]
- 音楽プロデューサー：安井輝[4]
- 宣伝プロデューサー：小口心平[4]
- キャスティング：北田由利子[4]
- 助監督：山口晋策[4]
- 配給：カルチュア・パブリッシャーズ[4]
- 制作：セディックインターナショナル、日商賽奇客有限公司、井風國際娛樂有限公司[4]
- 製作：映画「雨の中の慾情」製作委員会（TIME、セディックインターナショナル、カルチュア・エンタテインメント、台灣大哥大MyVideo、ハピネット・メディアマーケティング）[4]